# شفيتسوف إم-25

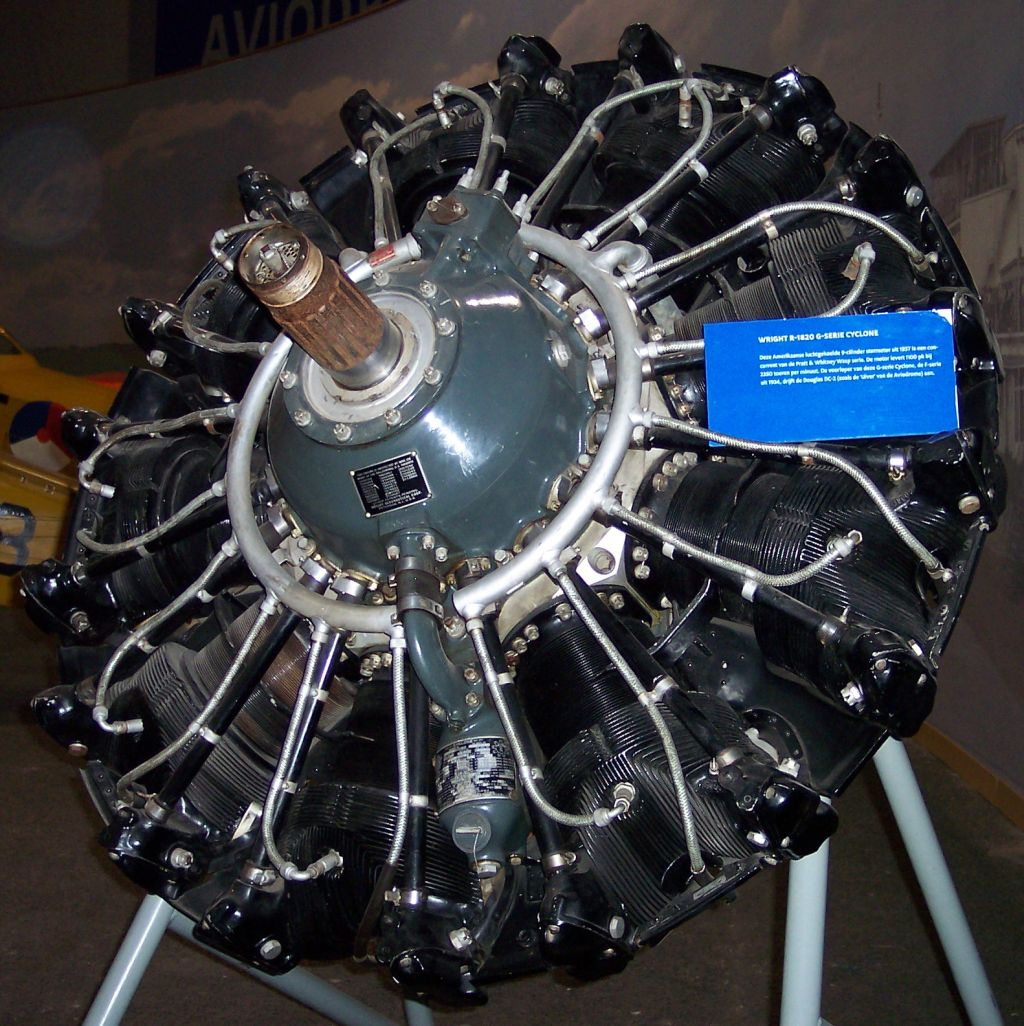
رايت آر-1820-إف 3

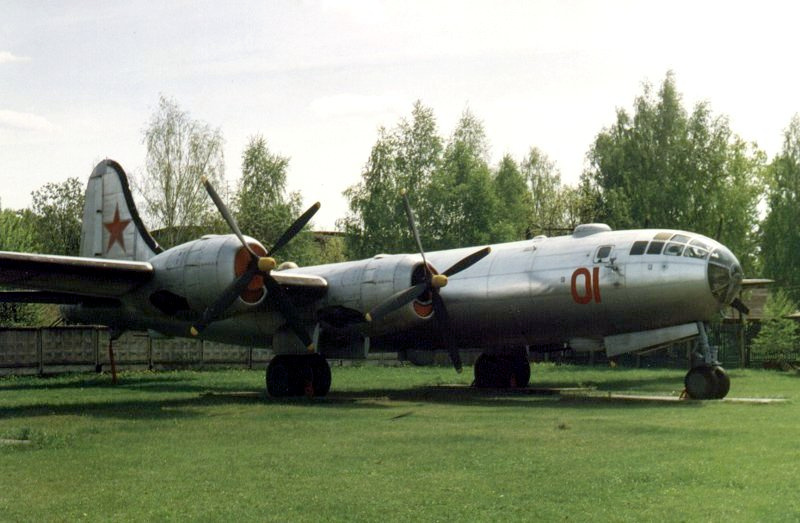
توبوليف تو-4

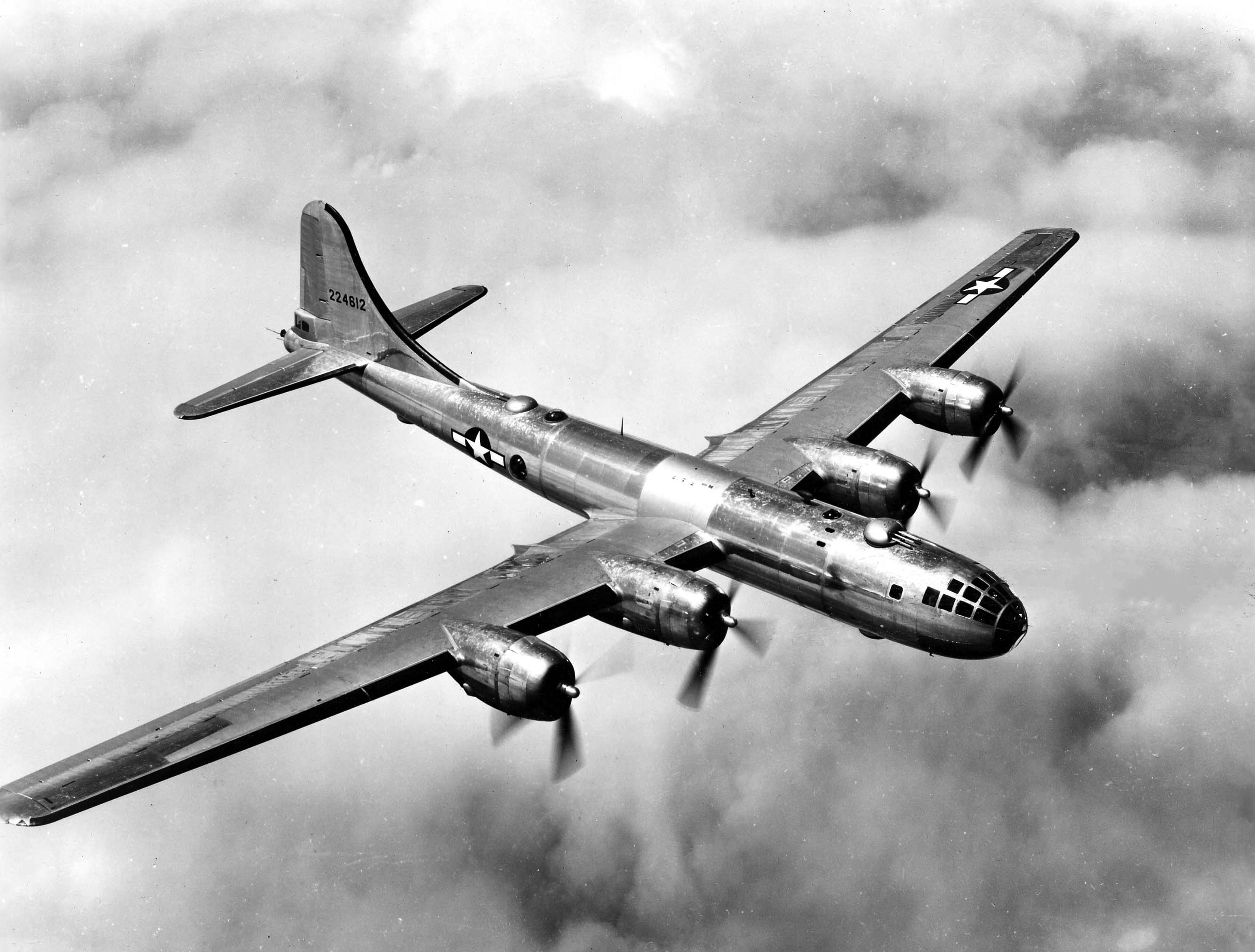
بوينغ بي-29 سوبر فورترس

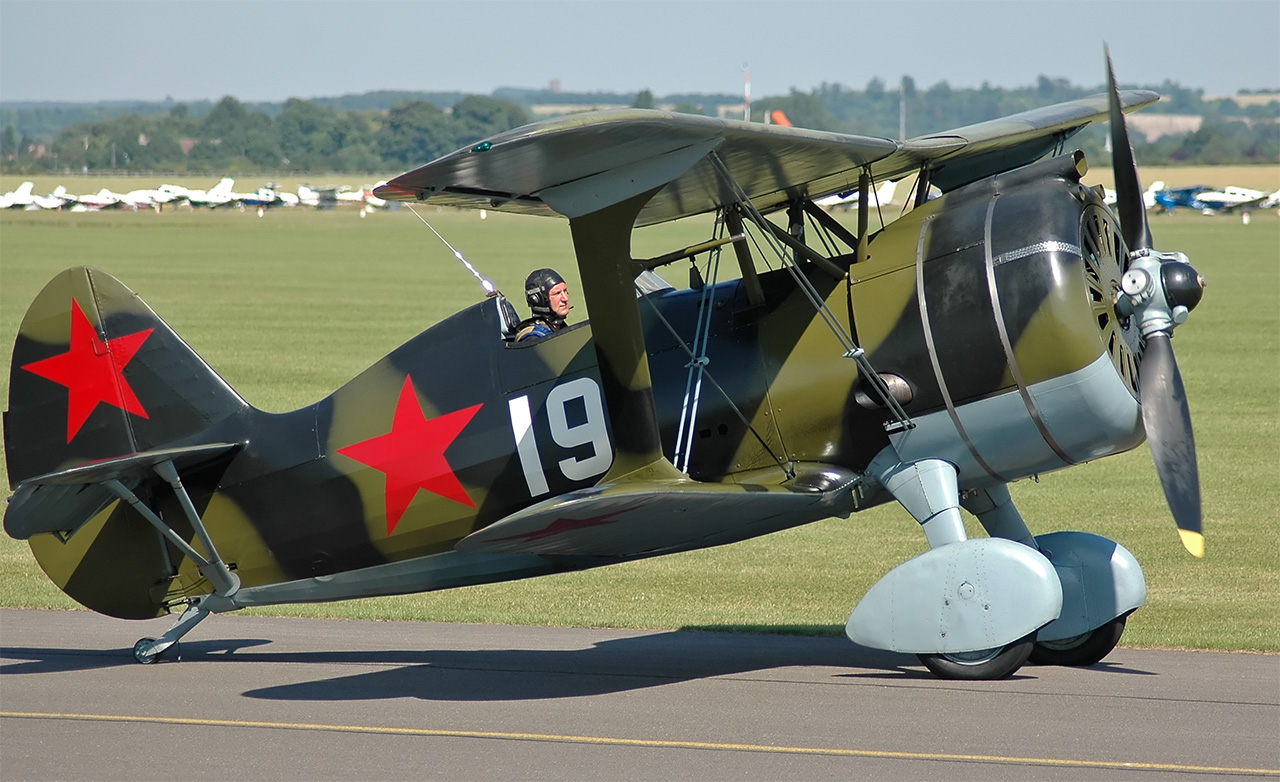
بوليكاربوف أي-15 مكرر

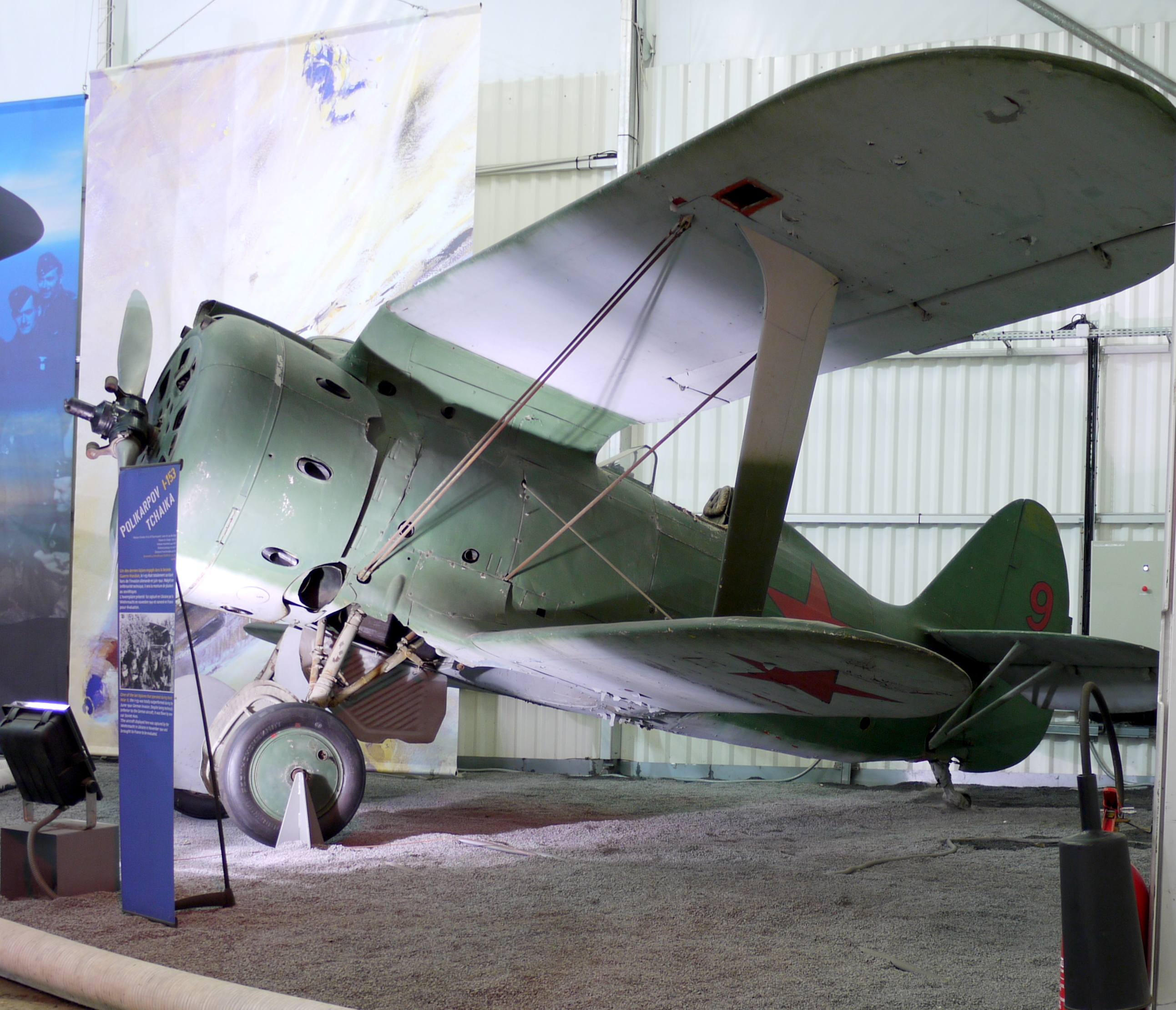
بوليكاربوف أي-153

كان شفيتسوف إم-25 محرك طائرة شعاعي أنتجه الاتحاد السوفيتي في 1930 , 1940 كنسخة مرخصة من محرك رايت آر-1820-إف 3

## التصميم والتطوير
أُنتج إم-25 الأول من معدات تم إستيرادها من الولايات المتحدة. و كان الفرق بين الطراز اللاحق من إم-25 و أر-1820-إف-3 هو استخدام مكونات مترية.
أنتجت 13888 وحدة من محرك إم-25 اس في الاتحاد السوفيتي في مصانع في بيرم و قازان. كما كان هناك العديد من الأنواع الفرعية التي اختلفت عن المحرك الأساسي إم-25 باحتوائها على تروس تخفيض فضلا عن القيادة المباشرة. و كان الأداء مشابه لمحركات رايت المكافئة لها.
تطور إم-25 لاحقا إلى شفيتسوف أش-62، و استخدم لاحقا كنموذج لمحرك إم-70. كان إم-70 محرك مكون من 18 أسطوانة مرتبة في صفين، تطور في النهاية إلى شفيتسوف أش-73 الذي قام بتشغيل طائرة توبوليف تو-4، التي تعتبر نسخة هندسية عكسية من طائرة [[بوينغ بي-29 سوبر فورترس].

## التطبيقات
- غوثا غو 244
- خاركيف خاي-5 مكرر
- توبوليف-14
- بوليكاربوف أي-15 مكرر
- بوليكاربوف أي-153
- بوليكاربوف أي-16

## المواصفات

### مواصفات عامة
- النوع:محرك طائرة شعاعي، مكون من 9 أسطوانات و يبرد بالهواء.
- قطر الأسطوانة: 155.6 مم.
- الشوط: 174 مم.
- سعة المحرك:1823.1 بوصة تكعيب (29.876 لتر).
- الوزن:1100 باوند (499كجم).

### المكونات
- شاحن توربيني:شاحن توربيني طارد مركزي أحادي السرعة، و مكون من مرحلة واحدة.
- نظام الوقود: مكربنات هواء سوليكس (بالإنجليزية: Solex)‏ كيه-25.

### الأداء
- القدرة الناتجة:700 إلى 800 حصان طبقا للطراز.
- نسبة الانضغاط:1:6.4